# Bucephalacris carayoni
Bucephalacris carayoni är en insektsart som beskrevs av Christiane Amédégnato 1986. Bucephalacris carayoni ingår i släktet Bucephalacris och familjen gräshoppor. Inga underarter finns listade i Catalogue of Life.